# Coccinella transversalis
Coccinella transversalis, cunoscută și ca buburuza transversală sau gărgărița transversală este o specie ce aparține familiei Coccinellidae localizată în India și în sudul și sud-estul Asiei până în Malaezia și Australia. 